# Serie Wasp de Pratt & Whitney

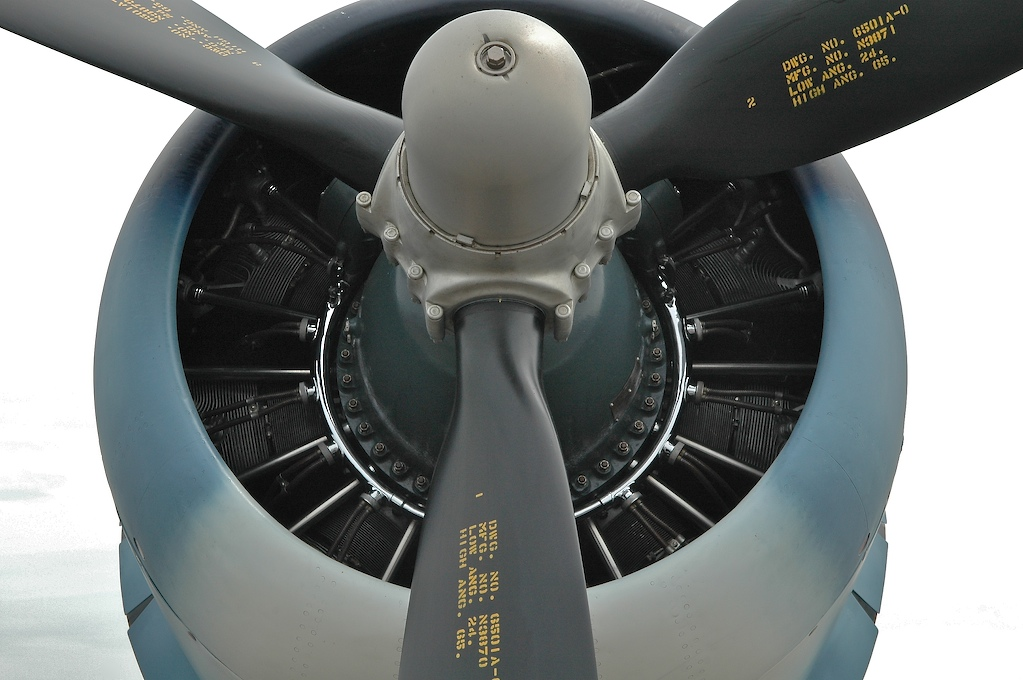
Motor Pratt & Whitney R-2800-8 en un avión Goodyear FG-1 Corsair

La serie Wasp de motores aeronáuticos de Pratt & Whitney fue una exitosa serie de motores radiales de aviación fabricada por la compañía estadounidense Pratt & Whitney a lo largo de varias décadas. El primer motor de la serie empezó a funcionar en 1925, mientras que el último (también un R-1340, el modelo que inició la serie) fue fabricado en 1960.

## Modelos de la serie
- Pratt & Whitney R-1340 Wasp, 9 cilindros.
- Pratt & Whitney R-985 Wasp Junior, 9 cilindros, versión reducida del R-1340.
- Pratt & Whitney R-1830 Twin Wasp, 14 cilindros en dos filas.
- Pratt & Whitney R-1535 Twin Wasp Junior, 14 cilindros en dos filas, versión reducida del R-1830.
- Pratt & Whitney R-2000 Twin Wasp, 14 cilindros en dos filas, versión aumentada del R-1830.
- Pratt & Whitney R-2180 Twin Wasp, 14 cilindros en dos filas.
- Pratt & Whitney R-2800 Double Wasp, 18 cilindros en dos filas.
- Pratt & Whitney R-4360 Wasp Major, 28 cilindros en cuatro filas.